# Księgi złoczyńców
Księgi złoczyńców (łac. libri maleficorum) – nazywane też „księgami czarnymi” lub „księgami smolnymi”. Pojawiły się w Polsce pod koniec XV wieku. Były prowadzone głównie przez sądy miejskie, a także przez niektóre działające z imienia starostów królewskich sądy grodzkie. Za ich spisywanie odpowiadał pisarz miejski. Zawierały wyłącznie zapiski ze spraw karnych. Były to z reguły sprawy o większym ciężarze gatunkowym czyli zabójstwa, kradzieże, włamania, rozboje, akty świętokradcze, czarnoksięstwo, przypadki recydywy i podpalenia. Występowały obok innych ksiąg sądowych takich jak księgi wójtowskie, ławnicze i księgi grodzkie.

## Treść ksiąg złoczyńców
Księgi złoczyńców zawierały najczęściej dokładny zapis całego przebiegu postępowania sądowego. Można było w nich znaleźć wypowiedzi stron, zeznania świadków, zeznania oskarżonego i orzeczenia sądu. Pojawiały się też informacje kiedy i gdzie odbywał się proces, nazwiska sędziów. Często podawane było w nich również imię ojca oskarżonego. Informacje zawarte w księgach złoczyńców miały ułatwiać zwalczanie przestępczości. Posiadały walor urzędowego dowodu prawdziwości zapisanej w nich informacji uzyskanej w toku procesu inkwizycyjnego lub w późniejszych latach skargowego.
Duży wpływ na treść ksiąg złoczyńców miało też to, gdzie i kiedy zostały napisane. Ich treść zmieniała się, gdy miasta, w których były spisywane były przejmowane przez zaborców podczas rozbiorów Polski. Widać to choćby w drugiej Księdze złoczyńców sądu kryminalnego w Wiśniczu, w której po I rozbiorze zaczęła dominować austriacka procedura sądowa.

## Miejsca spisywania
Księgi tego rodzaju prowadzono w Bieczu, Dobczycach, Grodzisku Wielkopolskim, Krakowie, Krzemieńcu, Miechowie, Nowym Sączu, Nowym Wiśniczu, Poznaniu, Przemyślu, Sanoku, Żywcu i w wielu innych miejscach.

## Wartość badawcza
Księgi czarne pozwalają na bliższe poznanie reguł oraz praktyki wymiaru sprawiedliwości w nowożytnej Polsce. Dużo informacji dostarczają zeznania poszczególnych oskarżonych, które z reguły są bardzo drobiazgowe. Ujawniają środowisko, w którym obracał się oskarżony. Dostarczają informacji, gdzie podróżował, z kim współpracował czy kto był jego paserem. Są też wiarygodnym źródłem z ówczesnego życia codziennego. Na kartach przewijają się ludzie z różnych środowisk i warstw społeczeństwa dawnej Polski – szlachta, mieszczanie, służba dworska, chłopi, wojskowi, żydzi oraz ludzie marginesu. Informacje zawarte w księgach pozwalają poznać ich motywy i mentalność.